# Saoedi-Jemenitische grensschermutseling 1931
Aan het begin van het jaar 1931 nam het koninkrijk Hejaz en Nejd, geregeerd door het Huis van Saoed, deel aan een slecht gedocumenteerde grensschermutseling uit tegen het Mutawakkilitisch Koninkrijk Jemen. Alle bekende details zijn te vinden op pagina 322 van het Engels boek Saudi Arabia uit 1955 van John Philby, die het als volgt beschrijft:
Zoals eerder het geval was geweest in het conflict over de eigendom van de Khurma-oase, waarbij koning Husain het militaire initiatief nam met het oog op het creëren van een voldongen feit, was het de imam Yahya die een resultaat zocht voor zijnde kwesties met de Wahhabi koning door zijn troepen in de door hem geclaimde gebieden te duwen met de steun van elementen in beide, die voorkeur gaven aan zwakke Zaidi beheersing vergeleken met een kennismaking met de sterke arm van Ibn Sa'ud. De onvermijdelijke botsing van grenswachters volgde in het begin van 1931 in een dorp genaamd 'Aru. Bij gebrek aan betrouwbare kaarten in die tijd was het niet eenvoudig om in dit geval te bepalen welke kant de aanvaller was, hoewel al snel duidelijk werd dat de schuld lag bij de Wahhabi-commandant, die onbewust het grondgebied van Jemen had betreden.— John Philby

## Commentaar
In een onderzoek in 2017 kon het Correlates of War-project geen verdere informatie vinden en zij vonden ook dat The Times in het hele jaar 1931 geen enkele melding maakte van een dergelijk incident. Desondanks geloofden ze nog steeds dat een dergelijk incident had plaatsgevonden, omdat Philby een nauwe medewerker van Ibn Saud was, evenals een gerenommeerde Britse Arabist.